# Galatheoidea
Galatheoidea zijn een superfamilie van tienpotige kreeftachtigen. Ruim 1100 soorten zijn bij de superfamilie ingedeeld.

## Families
- Galatheidae Samouelle, 1819
- Munididae Ahyong, Baba, Macpherson, Poore, 2010[1]
- Munidopsidae Ortmann, 1898
- Porcellanidae Haworth, 1825